# Kazuma
Kazuma Industry (H.K.) Co., Ltd. är ett kinesiskt företag som är främst känt för sina fyrhjulingar. De är en av världens största tillverkare av ATV.